# Mauro De Mauro
Mauro De Mauro (Foggia, 6 settembre 1921 – Palermo, 16 settembre 1970) è stato un giornalista italiano, rapito da Cosa nostra e mai più ritrovato.
Tra le varie ipotesi formulate sulle ragioni della sua sparizione figura anche quella relativa all'inchiesta sulla morte, secondo De Mauro dovuta a omicidio e non a incidente, del presidente dell'ENI Enrico Mattei, una trama che si è intrecciata con altri affaire italiani quali il golpe Borghese.
(Leonardo Sciascia)

## Biografia

### Origini e formazione
Figlio di un chimico e di un'insegnante di matematica, fratello del futuro linguista Tullio De Mauro, fu sostenitore del Partito Nazionale Fascista e allo scoppio della seconda guerra mondiale si arruolò volontario. Militò nella Xª Flottiglia MAS di Junio Valerio Borghese; dopo l'8 settembre 1943 aderì alla Repubblica Sociale Italiana. Restò legato al principe anche dopo la guerra e in suo onore chiamò la seconda figlia Junia.
Nel 1943-1944, nella Roma occupata dai tedeschi, fu vice questore di Pubblica Sicurezza sotto il questore Pietro Caruso, informatore del capitano delle SS Erich Priebke e del colonnello Herbert Kappler e collaborò con la Banda Koch, un reparto speciale del Ministero dell'Interno della Repubblica Sociale Italiana. Nel marzo del 1944, con il nome di "tenente Marini", si infiltrò in Bandiera Rossa e passò le sue informazioni alla Gestapo, che arrestò cinque militanti del gruppo, tra cui Aladino Govoni, in seguito torturato e ucciso. Alla fine della guerra fu sul fronte di Trieste a contrastare il IX Korpus sloveno, di nuovo con Borghese, come corrispondente di guerra della Decima, con il grado di sottotenente.
Un suo fratello aviatore, Francesco (nato a Foggia il 22 marzo 1918), morì in guerra in un incidente aereo occorsogli presso Novara (altre fonti dicono Verona), il 3 marzo 1943. De Mauro in seguito a un incidente stradale mentre guidava una motocicletta riportò lesioni con esiti permanenti in termini di menomazioni fisiche (aveva il naso ricucito ed era claudicante). Sull'origine di queste menomazioni fisiche circolarono però anche altre versioni: secondo alcune sarebbero state causate da un violento pestaggio subito da un gruppo di partigiani, mentre secondo altre a malmenarlo sarebbero stati addirittura alcuni commilitoni fascisti a causa di un presunto tradimento.
Nell'estate del 1945 fu arrestato a Milano dagli Alleati e rinchiuso prima a Ghedi poi nel campo di concentramento di Coltano, dal quale riuscì a fuggire nel settembre successivo; secondo alcune fonti poté evadere approfittando di un momento di confusione generato dalle visite dei parenti dei detenuti, mentre altre glissano sul dettaglio parlando però di "discutibile astuzia".

### Il dopoguerra e l'assoluzione dall'accusa di crimini
Anche la moglie Elda Barbieri, originaria del Pavese, che aveva conosciuto il giornalista durante la seconda guerra mondiale (lei era una crocerossina in servizio nell’ospedale dove De Mauro era stato ricoverato dopo un incidente stradale) era braccata dai partigiani per via della sua militanza filofascista: in un rapporto del CLN si leggeva il suo nome tra i più pericolosi avversari del movimento partigiano. Dopo l'evasione da Coltano, assieme alla moglie e alle figlie Franca e Junia, nate proprio in quel periodo, raggiunse Napoli dove rimase per il biennio 1946-1947 sotto falsa identità.
Nei processi per collaborazionismo, in particolare per presunta partecipazione all'eccidio delle Fosse Ardeatine, fu prima condannato in contumacia nel 1946, poi assolto, nel 1948, per “insufficienza di prove”, dalla Corte d'Assise di Bologna; infine nel 1949 fu prosciolto dalla Cassazione, che confermò l'assoluzione, aggiungendo la motivazione di proscioglimento "per non aver commesso i fatti" addebitatigli, cioè con formula piena.

### L'attività giornalistica

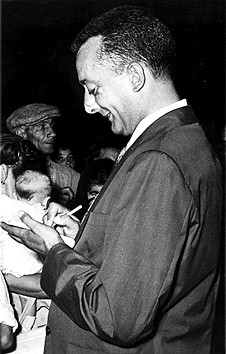
Mauro De Mauro mentre prende appunti sul suo taccuino

Trasferitosi a Palermo con la famiglia (suo fratello minore Tullio De Mauro, linguista, divenne in seguito Ministro della pubblica istruzione) dopo la seconda guerra mondiale, lavorò presso giornali come Il Tempo di Sicilia, Il Mattino di Sicilia e poi a L'Ora, rivelandosi un ottimo cronista. Nel 1962 aveva seguito la morte del presidente dell'Eni Enrico Mattei e dal 21 luglio 1970 si occupò nuovamente del caso, in seguito all'incarico ricevuto dal regista Francesco Rosi di stendere una bozza di sceneggiatura sull'ultimo viaggio in Sicilia (26-27 ottobre 1962) del defunto fondatore dell'ente petrolifero di Stato in preparazione del film Il caso Mattei, che sarebbe uscito nel 1972.
De Mauro aveva ripreso a interessarsi della vicenda Mattei fin dal marzo 1970, quando il suo amico Graziano Verzotto, presidente dell'EMS (Ente Minerario Siciliano), lo aveva convinto a "sostenere il progetto del metanodotto" Algeria-Sicilia, da lui caldeggiato, e a "contrastare chi vi si opponeva", vale a dire il nuovo uomo forte dell'Eni Eugenio Cefis e il suo protettore politico Amintore Fanfani. Ovviamente tale "collaborazione" sarebbe stata retribuita dall'EMS sotto forma di "un incarico per una ricerca sociologica" sugli effetti dell'industrializzazione sull'area di Termini Imerese. Saputa la cosa il fronte avversario aveva premuto per un trasferimento di De Mauro nella sede staccata di Messina e poi, dopo il suo forzato rientro a Palermo in seguito alla frattura di un braccio (aprile 1970), per un suo confinamento nella redazione dello sport, settore per il quale egli non presentava competenza alcuna.
L'incarico conferito da Rosi all'amico giornalista aveva indotto l'ex senatore Verzotto a ritenere che "tale film poteva essere uno strumento per sostenere e alimentare la campagna che l'ente da [lui] presieduto intendeva portare avanti contro la presidenza dell'Eni e contro coloro che si opponevano alla realizzazione del metanodotto". Si era pertanto offerto di aiutare De Mauro "a ricostruire i due giorni di permanenza di Mattei in Sicilia per indirizzare utilmente — in chiave di contrasto all'allora presidente dell'Eni (Cefis) — il suo lavoro per Rosi". Ovviamente l'arma con cui sperava di "liquidare politicamente Eugenio Cefis", facendolo estromettere dall'Eni, era costituita dai torbidi retroscena della morte di Mattei, a lui ben noti in quanto organizzatore dell'ultimo, fatale viaggio di Mattei in terra siciliana.
In precedenza De Mauro si era occupato soprattutto di mafia. Nel 1960 seguì per il suo giornale la vicenda dell'omicidio del commissario di P.S. Cataldo Tandoy, ucciso ad Agrigento in un agguato di chiara marca mafiosa, e il processo ai frati di Mazzarino imputati di omicidio ed estorsione. Il 23 e il 24 gennaio 1962 aveva pubblicato, sempre su L'Ora di Palermo, il verbale di polizia, risalente al 1937 e caduto nel dimenticatoio, in cui il medico siciliano Melchiorre Allegra, tenente colonnello medico del Regio Esercito durante la prima guerra mondiale, affiliato alla mafia nel 1916 e pentito mafioso dal 1933, elencava tutta la struttura del vertice mafioso, gli aderenti, le regole, l'affiliazione, l'organigramma della società malavitosa.

Nel 1963, insieme ai colleghi Felice Chilanti e Mario Farinella, curò un'inchiesta a puntate pubblicata sempre su L'Ora dal titolo Rapporto sulla mafia, in cui inserì una sua intervista ad un anziano boss mafioso di Bolognetta, Serafino Di Peri, espulso dall’organizzazione in quanto testimone al processo di Viterbo contro la banda di Salvatore Giuliano. Nel 1964 fu l'unico giornalista ad intervistare la vedova Serafina Battaglia, che fu la prima donna che testimoniò in tribunale contro la mafia. Tommaso Buscetta, davanti ai giudici Giovanni Falcone e Paolo Borsellino, quindici anni dopo la morte del giornalista, ebbe ad affermare che:
"... De Mauro era un cadavere che camminava. Cosa nostra era stata costretta a 'perdonare' il giornalista perché la sua morte avrebbe destato troppi sospetti, ma alla prima occasione utile avrebbe pagato anche per quello scoop. La sentenza di morte era solo stata temporaneamente sospesa". 
Dal 5 al 23 novembre 1969 aveva pubblicato in cinque puntate sul giornale L'Ora una biografia di Lucky Luciano. Nel 2010 le cinque puntate verranno raccolte da Beppe Benvenuto e Elena Beninati e daranno vita al libro edito da Mursia.

### Il rapimento e la scomparsa

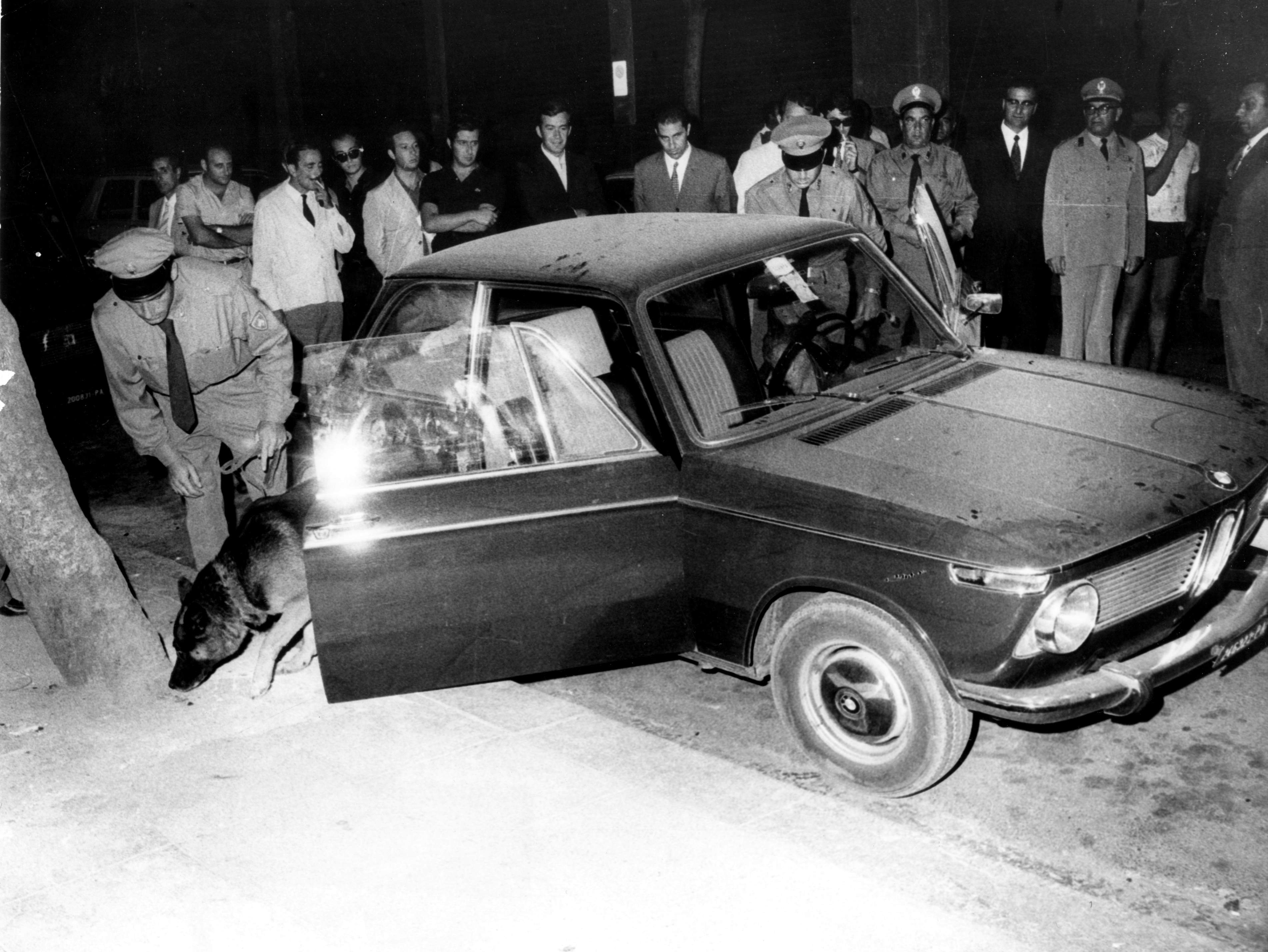
Il rinvenimento dell'automobile del giornalista

Il giornalista venne rapito la sera del 16 settembre 1970, mentre rientrava nella sua abitazione di Palermo. Il rapimento avvenne un paio di giorni prima della celebrazione delle nozze della figlia Franca. De Mauro fu visto l'ultima volta dalla figlia Franca mentre parcheggiava l'auto davanti alla sua abitazione di via delle Magnolie. La figlia, nell'attesa che il padre raccogliesse delle vettovaglie dal sedile della macchina, entrò nell'androne per chiamare l'ascensore.
Vedendo però che non la raggiungeva, uscì nuovamente dal portone e scorse suo padre circondato da due o tre persone risalire in macchina e ripartire senza voltarsi a salutarla. Riuscì a cogliere soltanto la parola «amunì» detta da qualcuno a suo padre poco prima di mettere in moto e ripartire senza lasciare traccia. La sera successiva l'auto venne ritrovata a qualche chilometro di distanza, in via Pietro D'Asaro, con a bordo piccole vettovaglie che il giornalista aveva acquistato rincasando. L'auto fu ispezionata con cura, il cofano fu aperto dagli artificieri, ma non furono reperiti elementi utili alle indagini. Furono allestiti posti di blocco e disposte minuziose ricerche, ma dello scomparso non si seppe più nulla.

## Le indagini e le piste
Le indagini sulla sparizione del giornalista furono condotte sia dai carabinieri di Palermo, secondo i quali sarebbe stato sequestrato da Cosa nostra indispettita dai suoi articoli contro il traffico di stupefacenti, sia dalla polizia, che ritenne piuttosto che la sua aggressione fosse collegata alle sue ricerche sul caso Mattei. Principali investigatori per l'Arma furono il capitano Giuseppe Russo, responsabile dell'ufficio investigativo, e il col. Carlo Alberto dalla Chiesa; per la polizia il commissario Boris Giuliano. Tutte le indagini erano coordinate dalla Procura della Repubblica di Palermo diretta da Pietro Scaglione. A distanza di anni gli uni dagli altri, tutti e quattro sono caduti, in circostanze diverse, vittime della mafia.

### L'arresto di Antonino Buttafuoco
Le indagini della questura di Palermo portarono al fermo, in data 19 ottobre 1970, del commercialista Antonino Buttafuoco e alla raccolta di pesanti indizi a carico dell'avv. Vito Guarrasi, uomo di Cefis in Sicilia e già eminenza grigia della politica e dell'economia siciliana, nonché dell'ex sen. Graziano Verzotto. Buttafuoco, che aveva contattato la famiglia prima ancora che la notizia del sequestro del giornalista diventasse di pubblico dominio, sembrava interessato al recupero di documenti di De Mauro (probabilmente la bozza di sceneggiatura predisposta per il regista Francesco Rosi)
Destinatario di un mandato di cattura emesso da un pubblico ministero, che lo riteneva implicato nella vicenda «fino al collo», il commercialista venne scarcerato per mancanza di indizi il 5 gennaio 1971 in seguito all'uscita di un articolo ricattatorio su Le Ore della settimana e a una denuncia presentata dal direttore dello stesso periodico. Secondo i giudici della terza sezione della Corte d'Assise di Palermo, estensori della sentenza 10 giugno 2011, fu il questore di Palermo Ferdinando Li Donni a imporre, ai primi di novembre del 1970, un annacquamento delle indagini su pressione dei vertici della polizia di Stato, di alcuni politici romani e di esponenti dei servizi segreti.
Ne derivarono un allentamento del pressing su Guarrasi e Verzotto e il definitivo abbandono della "pista Mattei" in favore della "pista droga", privilegiata fin dall'inizio dall'Arma dei carabinieri. In un secondo tempo fu seguita anche una "pista Borghese", che riteneva De Mauro sequestrato e ucciso perché venuto a conoscenza dei preparativi del cosiddetto "golpe dell'Immacolata" dell'8 dicembre 1970.

### Plausibili moventi del sequestro
Prima il p.m. Vincenzo Calia, che condusse la seconda inchiesta sulla morte di Mattei (1994-2003), e poi i giudici di Palermo hanno accertato l'assoluta inconsistenza della cosiddetta "pista droga", considerata un'invenzione del col. Carlo Alberto Dalla Chiesa e del suo collaboratore Giuseppe Russo. Alla fine nella deposizione resa a Pavia il 4 settembre 1998 anche Verzotto ha ammesso che essa rappresentò il frutto di un consapevole depistaggio organizzato dall'Arma dei carabinieri: 
"Ho anche detto in un’altra occasione che De Mauro era stato sequestrato perché aveva molestato la mafia che trafficava in droga. Ammetto di avere depistato. Tale depistaggio mi venne suggerito dai Carabinieri e io, anche in ragione dei buoni rapporti che avevo con l’Arma e per ridurre la pressione di chi mi minacciava, decisi di seguire il suggerimento"
L'esigenza di tutelare il doppio segreto di Stato rappresentato dai retroscena dei delitti Mattei e De Mauro spinse in un secondo momento il col. Dalla Chiesa e il cap. Russo a inscenare l'interrogatorio-farsa di Verzotto del 13 settembre 1971. Presentandolo come bersaglio di minacce di Cosa Nostra, essi contribuirono ad attenuare i sospetti di una sua complicità con la mafia ravvivati dagli arresti di Peppe Di Cristina e di Pippo Calderone e dall'infelice prova data nel corso della sua audizione da parte dell'ufficio di presidenza della Commissione parlamentare antimafia (26 marzo 1971). Per i giudici di Palermo si sarebbe trattato di una "vera e propria sceneggiata, orchestrata tanto per costruire un atto processualmente spendibile".
Nelle motivazioni della sentenza emessa il 10 giugno 2011 i giudici di Palermo hanno identificato nella "pista Mattei" la più attendibile «causale» del sequestro e della soppressione del giornalista. In altre parole De Mauro sarebbe stato eliminato perché non divulgasse «quanto aveva scoperto sulla natura dolosa delle cause dell’incidente aereo di Bascapé, violando un segreto fino ad allora rimasto impenetrabile", col rischio di mettere "a repentaglio l’impunità degli influenti personaggi che avevano ordito il complotto ai danni» di Mattei e di produrre «effetti devastanti per i precari equilibri politici generali in un Paese attanagliato da fermenti eversivi». «La natura e il livello degli interessi in gioco» accreditavano «l’ipotesi che gli occulti mandanti del delitto» dovessero «ricercarsi in quegli ambienti politico-affaristico-mafiosi», che più di altri sarebbero stati danneggiati dagli scoop di Mauro De Mauro. Fra di loro alcuni boss di Cosa Nostra, l’ex senatore democristiano Verzotto e l'avv. Vito Guarrasi.

### Le dichiarazioni dei collaboratori di giustizia
La ricostruzione dei giudici della terza sezione della Corte d'Appello di Palermo ha ridato credibilità alle rivelazioni di noti mafiosi dissociatisi da Cosa nostra. Nel 1984 Tommaso Buscetta negò al giudice Giovanni Falcone qualsiasi coinvolgimento di Cosa nostra nel sequestro De Mauro. Soltanto nel 1992 Gaspare Mutolo rivelò che a prelevare il giornalista erano stati tre mafiosi agli ordini del boss palermitano Stefano Bontate, che intendevano punirlo per aver scritto «articoli pesantemente critici contro singoli appartenenti alla mafia».
Nel 1994 Buscetta cambiò versione ed ammise il coinvolgimento della mafia: sempre sulla base di confidenze di Bontate, precisò che De Mauro fu rapito e ucciso perché, «indagando sulla morte di Mattei Enrico, stava giungendo vicino alla verità, approfittando anche di canali interni a Cosa Nostra». Sarebbe stato Girolamo Teresi, uomo di fiducia di Bontate e «sottocapo di Santa Maria di Gesù», a «organizzare il sequestro» del giornalista, poi torturato e soppresso da altri membri della medesima famiglia mafiosa. Il delitto avrebbe preventivamente ottenuto il beneplacito del «cosiddetto triumvirato», ovverosia dell’allora «vertice di Cosa Nostra» siciliana. Citando sempre Bontate, qualche anno dopo il pentito Gaetano Grado ha specificato che De Mauro fu ucciso da suo fratello Nino, da Mimmo Teresi e da Emanuele D’Agostino, perché faceva in giro troppe domande, cioè «chiedeva, curiosava, voleva sapere cose di mafia». Secondo il collaboratore di giustizia Francesco Marino Mannoia, gli uomini di Bontate avrebbero agito per conto anche dei boss mafiosi Gaetano Badalamenti, Giuseppe Di Cristina e Giuseppe Calderone.
Nel 2001 la teste Italia Amato ha ricordato al p. m. pavese Vincenzo Calia l'invito rivolto da Graziano Verzotto al suo convivente, Francesco Mangion, già braccio destro del boss catanese Giuseppe Calderone, di «darsi da fare, nel senso di informare i suoi amici» mafiosi del fatto che il giornalista «era andato avanti nella sua inchiesta e stava per scoprire la verità» sulla morte del presidente dell’Eni. Riascoltata dai giudici di Palermo, la signora Amato ha precisato che De Mauro non fu «ucciso sul momento, ma venne prima sequestrato per interrogarlo e sapere da lui se aveva rivelato quelle stesse informazioni ad altre persone» e che «il movente» per «volere o per prestarsi all’eliminazione di Mauro De Mauro» andava ricercato nella curiosità mostrata dal giornalista per i retroscena e le responsabilità della morte di Enrico Mattei. Infine, secondo il pentito Rosario Spatola, cogli scoop realizzati sui retroscena di Bascapè il giornalista aveva «pensato di fare un ricatto, dicendo che aveva un dossier che poteva rovinare qualcuno», ignorando che «Cosa Nostra non cede mai ai ricatti», ma anzi, «se del caso, li previene addirittura».

### I possibili scoop del giornalista
Per decenni investigatori, giornalisti e storici si sono chiesti quali scoperte potesse aver effettuato De Mauro per meritare una fine così atroce. Le località visitate durante le ferie estive del 1970, i personaggi incontrati, le deposizioni di familiari e collaboratori di giustizia inducono a ritenere che egli avesse scoperto retroscena del delitto Mattei che dovevano rimanere segreti. Per esempio dal riascolto ossessivo dell'audiocassetta contenente i discorsi pronunciati dai politici a Gagliano Castelferrato il 27 ottobre 1962 poteva aver dedotto il carattere pretestuoso dell'ultimo viaggio di Mattei in Sicilia, organizzato da Verzotto con motivazioni risultate fasulle.
Durante la visita a Gela poteva aver avuto sentore delle speculazioni immobiliari effettuate da personaggi dell'entourage di Mattei, così come delle attività malavitose avviate da Cosa Nostra sull'indotto dello stabilimento petrolchimico, le une e le altre intollerabili agli occhi del presidente dell'Eni. Dall'incontro con l'avv. Guarrasi (5 agosto 1970), suggeritogli da Verzotto, poteva aver capito che costui era stato privato da Mattei anche del contratto di consulenza, indubbia fonte di risentimento e quindi plausibile movente per una sua partecipazione al complotto sovranazionale ordito contro il presidente dell'Eni.
Dagli appunti del giornalista recuperati nel cassetto della sua scrivania presso la sede del quotidiano L'Ora si poteva altresì evincere che nel corso del loro colloquio era stato toccato lo scottante tema dell'appoggio concesso da Mattei ai congiurati libici intenzionati a detronizzare il filoamericano re Idris, goccia che probabilmente nell'autunno del 1962 aveva fatto traboccare il vaso dell'indignazione statunitense. De Mauro poteva infine aver intuito che il 27 ottobre 1962 Verzotto non si era mai allontanato da Catania accertando quindi l'inconsistenza degli impegni politici a Siracusa con cui il futuro senatore aveva giustificato la sua lontananza da Mattei e il rifiuto di tenergli compagnia durante il volo di rientro a Linate.

### Un probabile azzardo di De Mauro
Anche se risolutamente scartata dai giudici della Corte d'Assise di Palermo, rimasti affezionati all'immagine di De Mauro voce libera del giornalismo nostrano, l'ipotesi che il redattore de "L'Ora" abbia pensato di usare i suoi scoop per ricattare Verzotto, già affacciata da alcuni inquirenti nel lontano 1970, ha ricevuto ulteriore credito dalla vedova Elda Barbieri quando ha confermato l'indugio del marito a consegnare ai committenti la bozza di sceneggiatura già ultimata. Gli approcci poi tentati da De Mauro col padre nobile della DC siciliana Giuseppe Alessi e con l'ex presidente della regione Sicilia Giuseppe D'Angelo, interpretati dai giudici di Palermo come ricerca di una sponda istituzionale per una denuncia a sfondo politico, si prestano in realtà a essere letti anche come ricerca di autorevoli conferme delle intuizioni maturate dal giornalista. Proprio il rifiuto di costoro a incontrarlo avrebbe poi convinto De Mauro a ritornare sui suoi passi e a consegnare la bozza di sceneggiatura al destinatario in modo da incassare per intanto la seconda tranche del compenso pattuito.
Le sue mosse e le sue vanterie avevano nel frattempo allarmato gli ambienti politico-affaristici coinvolti nel complotto dell'ottobre 1962, che avrebbero richiesto proprio a Graziano Verzotto di risolvere il problema da lui stesso creato il giorno in cui aveva coinvolto il giornalista in un'operazione ricattatoria ai danni di Eugenio Cefis e Amintore Fanfani. I giudici di Palermo non hanno escluso nemmeno l'eventualità che, per rimuovere la «minaccia costituita da possibili, imminenti rivelazioni di De Mauro sul caso Mattei», Verzotto e Guarrasi abbiano da ultimo stretto fra di loro un «patto scellerato» dal quale «nessuno dei contraenti avrebbe potuto affrancarsi senza esporsi a gravi ritorsioni da parte dell’altro». Ovviamente il compito di sequestrare e sopprimere il giornalista l'avrebbero assunto gli uomini di Stefano Bontate, boss mafioso competente per territorio, che avrebbe agito per conto anche degli altri uomini d'onore coinvolti nel delitto Mattei.
Nella campagna di stampa promossa da Verzotto contro gli avversari del metanodotto Algeria-Sicilia s'inserì, nel successivo 1972, il libro di Giorgio Steinmetz intitolato Questo è Cefis. L'altra faccia dell'onorato presidente. Il giudice Vincenzo Calia l'ha individuato come fonte di ispirazione di Pier Paolo Pasolini per il capitolo Lampi sull'Eni dell'incompiuto romanzo Petrolio, ma è da escludere che l'artista abbia tratto dalla lettura del libro indicazioni utili a formulare le ipotesi di responsabilità per il delitto Mattei poste da alcuni autori a carico di Eugenio Cefis.

## I processi
Per effetto dei numerosi depistaggi istituzionali la prima inchiesta giudiziaria sul sequestro De Mauro finì su un binario morto, creando i presupposti per il non luogo a procedere contro Buttafuoco emesso dal giudice G. Micciché nella sentenza 11 gennaio 1983. Un buco nell'acqua si rivelò anche una seconda inchiesta, aperta il 22 settembre 1986 su sollecitazione dei familiari della vittima e archiviata il 18 agosto 1992. Le connessioni tra il sequestro De Mauro e il delitto Mattei, fatte emergere a Pavia dal p. m. Vincenzo Calia, e le propalazioni di diversi collaboratori di giustizia hanno motivato l'apertura, nel 2001, di una terza inchiesta giudiziaria, conclusasi con un processo durato dal 2006 al 2015 che vedeva come unico imputato il boss mafioso Totò Riina. Nonostante la mancata incriminazione del sen. Graziano Verzotto, deceduto (12 giugno 2010) quando ne avevano "disposto un nuovo esame" per "quello che avrebbe dovuto essere un redde rationem", cioè "l'occasione per verificare, con più mirate contestazioni", i "tanti elementi emersi a suo carico" e l'assoluzione di Totò Riina dall’accusa di aver ordinato l’assassinio di De Mauro per "incompletezza della prova", la sentenza emessa il 10 giugno 2011 dai giudici della terza sezione della Corte d'Assise di Palermo ha prodotto una ricostruzione degli eventi di grande utilità per gli storici.
La mancata sconfessione della stessa da parte dei giudici di secondo e terzo grado — che nelle sentenze del 27 gennaio 2014 e del 4 giugno 2015 l'hanno qualificata come "altamente probabile" o "verosimile" — l'archiviazione della denuncia-querela e dell'esposto al Consiglio Superiore della Magistratura presentati dall'avv. Luigi Verzotto, fratello di Graziano, e il reticolo di indizi e riscontri esibiti dalla ricerca storica suonano autorevole conferma delle dinamiche evocate dai collaboratori di giustizia e delle responsabilità ipotizzate dai magistrati di primo grado.

## Riconoscimenti
- Ha vinto la prima edizione del Premiolino nel 1960 per l'inchiesta sulla delinquenza siciliana.[68]

- È uno dei 2 007 giornalisti di tutto il mondo, uccisi per il lavoro che facevano, ricordati nel Journalist Memorial del Newseum di Washington, negli Stati Uniti d'America.[69]

- Il 14 maggio 2013, nel giardino della memoria di Ciaculli, parco dedicato a tutti i caduti nella lotta contro la mafia, gli è stato dedicato un albero alla presenza del Sindaco di Palermo Leoluca Orlando, della figlia Franca De Mauro, del procuratore della Repubblica di Palermo Francesco Messineo, del presidente della corte d'appello di Palermo, del presidente regionale dell'Ordine dei giornalisti Riccardo Arena.[70]

- Il 20 dicembre 2014 l'UNCI e l'Amministrazione comunale hanno collocato in viale delle Magnolie davanti al numero 58, quello del palazzo dove abitava, una lapide per ricordare l'assassinio del giornalista.[71]

## Opere
- Sette giorni e mezzo di fuoco a Palermo, prefazione di Leonardo Sciascia, Palermo, Edizioni Andò, 1970
- Lucky Luciano, Mursia, 2010

## Nei media
- Il caso Mattei (1972), regia di Francesco Rosi. Nel film, il regista ricostruisce l'incarico da lui affidato a De Mauro, interpretato dall'attore Aldo Barberito.